# Myglarna
Myglarna var en musikgrupp från Dalarna.
Myglarna bestod av Kicke Arnberg (sång), Anneli Danielsson (sång), Sven-Erik Jansson (sång), Hans Karlin (sång, gitarr), Stig-Arne Karlin (sång, gitarr, keyboards, percussion), Halldór Pålsson (flöjt), Höddi Björnsson (bas) och Johan Dielemans (trummor). År 1977 gav de ut albumet Du liv (a disc BS770901), vilket innehåller politiska visor. Flera av medlemmarna medverkade även på ett 1979 utgivet av album med Björn Arahb och Monica Nielsen, vilket innehåller sånger av Ture Nerman.